# Do piekła i z powrotem
Do piekła i z powrotem (ang. To Hell and Back) – amerykański dramat wojenny z 1955 roku w reżyserii Jesse Hibbsa. Ekranizacja biografii Audie Murphy’ego (wydanej w 1949 pod tym samym tytułem) – amerykańskiego żołnierza i bohatera narodowego II wojny światowej, który w filmie zagrał główną rolę (samego siebie). Zdjęcia kręcono w stanie Waszyngton.

## Fabuła
Stany Zjednoczone, koniec lat 30. XX wieku. Nastoletni Audie Murphy, po porzuceniu rodziny przez jego ojca, staje się jedynym żywicielem swojej matki i młodszego rodzeństwa. Porzuca szkołę, aby podjąć pracę zarobkową. Jest troskliwym synem i bratem, jednak po kilku latach jego schorowana matka umiera. Ma to miejsce dokładnie w niedzielę, 7 grudnia 1941 roku – w dniu, w którym Japończycy atakują Pearl Harbor. Pod wpływem swojego pracodawcy i mentora – pana Houstona, Audie postanawia wstąpić do wojska. Jedyną formacją, która chce przyjąć małoletniego chłopaka, jest piechota. Audie zostaje wysłany do Tunezji, a następnie bierze udział w lądowaniu na Sycylii, walczy we Włoszech i południowej Francji. Okazuje się być świetnym żołnierzem. Dzięki swojemu bohaterstwu i zdolnościom dowódczym zyskuje sobie uznanie i szacunek zarówno kolegów jak i dowódców – szybko awansuje i, pomimo braku wykształcenia, z prostego żołnierza wkrótce zostaje oficerem. Przełożeni postanawiają wysłać go do West Point, jednak świetnie zapowiadającą się karierę przerywa rana odniesiona na polu walki, podczas kolejnego, bohaterskiego wyczynu Murphyego.

## Obsada aktorska
- Audie Murphy – on sam
- Marshall Thompson – szer. Johnson
- Charles Drake – szer. Brandon
- Jack Kelly – szer. Kerrigan
- Gregg Palmer – por. Manning
- Paul Picerni – szer. Valentino
- David Janssen – por. Lee
- Richard Castle – szer. Kovak
- Bruce Cowling – kpt. Marks
- Paul Langton – płk Howe
- Art Aragon – szer. Sanchez
- Felix Noriego – szer. Swope
- Denver Pyle – szer. Thompson
- Brett Halsey – szer. Saunders
- Susan Kohner – Maria
- Anabel Shaw – Helen
- Mary Field – pani Murphy
- Gordon Gebert – Audie jako chłopiec
- Julian Upton – kpr. Steiner
- Rand Brooks – por. Harris
- Robert F. Hoy – szer. Jennings
- Harold „Tommy” Hart – sierż. Klasky
- Walter Bedell Smith – on sam
- Nan Boardman – matka Marii

i inni.